# 鷲尾洋三
鷲尾 洋三（わしお ようぞう、1908年 （明治41年）9月18日 - 1977年（昭和52年）4月26日）は、日本の編集者、実業家。文藝春秋社副社長を務めた。東京生まれ。

## 人物・来歴
慶應義塾大学文学部卒業後、1932年（昭和7年）文藝春秋社入社。36年谷崎潤一郎の二番目の妻だった古川丁未子と結婚。戦時中、三たび応召されるが生き延びる。
戦後、菊池寛が文藝春秋を解散すると、車谷弘らと佐佐木茂索を社長に迎えて文藝春秋新社を創立。池島信平を『文藝春秋』編集長とし、のち自身も編集長を担い、谷崎の「幼少時代」を連載した。その後、取締役出版局長、専務、副社長を歴任した。
1969年（昭和44年）丁未子の死後、千代と再婚した。

## 著書
- 『回想の作家たち』 青蛙房、1970年。
- 『忘れ得ぬ人々』 青蛙房、1972年。
- 『東京の空東京の土』 北洋社、1975年。
- 『東京の人』文藝春秋事業出版コーナー （鷲尾千代）、1978年。